# Conchidium microchilos
Conchidium microchilos är en orkidéart som först beskrevs av Nicol Alexander Dalzell, och fick sitt nu gällande namn av Stephan Rauschert. Conchidium microchilos ingår i släktet Conchidium, och familjen orkidéer. Inga underarter finns listade i Catalogue of Life.